# Puivert (hrad)
Château de Puivert je katarský hrad vzdálený 1 km východně od vsi Puivert v departementu Aude na jihu Francie.

## Historie
První zmínky o hradu Puivert pocházejí z roku 1170 – datum, které odpovídá i použitému kamennému materiálu (hrubé nebo neopracované lomové kameny). V době albigenského tažení byl hrad ve vlastnictví rodiny Congost, která sympatizovala s katarskými náboženskými učeními, a proto byli její členové považováni za kacíře. Z tohoto důvodu byl hrad na konci roku 1210 obklíčen armádou Thomase Ponse de Bruyère, poručíka Simona IV. de Montfort. Po pouhých třech dnech obléhání se posádka hradu vzdala. Pán hradu, Bernard de Congost, zemřel v roce 1232 na hradě Montségur, vzdáleném jen asi 20 kilometrů. Jeho syn byl údajně zapleten do atentátu na inkvizitory v Avignonetu (1242) a patřil k obráncům Montséguru v letech 1243/4. Do roku 1995 patřil hradní komplex markýzi Rouxovi de Puivertovi.
Na počátku 14. století nechal Thomas de Bruyère, vnuk Thomase Ponse, a jeho manželka Isabelle z Melunu,  postavit nový hrad přímo východně od starého hradu. Jako stavební materiál pro viditelné části zdiva byly použity přesně opracované kameny. Erbovní štíty stavitelů – jeden s ženskou postavou a druhý s mužskou postavou – jsou dodnes k vidění na vyvýšeném gotickém vstupním portálu hradní věže.
Většina zachovalých hradních budov pochází z této pozdější dostavby hradu.

## Popis

### Hradby
Z vnější strany je obranný charakter hradu nezaměnitelný. Hradba o délce přibližně 240 metrů (z toho se dochovalo asi 175 metrů), byla kdysi obklopena příkopem, jehož zbytky jsou ještě patrné u hlavní brány, tvoří pravidelný obdélník. Hradby byly vybaveny četnými střílnami a cimbuřím (créneaux), které bylo přístupné z dřevěných ochozů; část těchto ochozů byla rekonstruována. Pět z původních osmi věží hradu je dodnes zachováno. Hlavní vstup do hradu je přes bránu s dřevěnou padací mříží v čtvercové věži uprostřed východní hradby.
Celková plocha uvnitř hradby je 3 200 m². Jedna z kruhových věží má krásně zdobené kameny.
Kromě hlavní brány má hrad ještě dvě další brány: jednu na straně chráněné hradní věží na severozápadě a další na jih od hradní věže, odkud byl umožněn přístup do starého hradu.

### Donjon
Čtvercová hradní věž (donjon) o délce stran přibližně 15 metrů a výšce přibližně 32 metrů je dnes nejzachovalejší částí hradu. V době své výstavby již nesloužil – jako dříve – k bydlení, ale především jako reprezentativní místo při slavnostech, návštěvách atd. Původně hradní věž sousedila s v současnosti již zničenými obytnými prostory; na západní straně věže jsou ještě patrné části zdí a vchody, které naznačují existenci bývalých obytných budov. Viditelné zdi na vnější straně a uvnitř hradní věže jsou tvořeny přesně opracovanými kameny; tloušťka zdí od přibližně 1,50 do 2,20 metrů však mohla být dosažena pouze pomocí výplňového materiálu z neopracovaných kamenů.
Vysoký vchod do hradní věže se nachází ve výšce přibližně 3,20 metrů nad úrovní terénu; schodiště vede do sklepní klenby s klenbou ve tvaru špičatého sudu. Bezprostředně vedle vchodu se nachází strážnice.

### Hradní kaple
Ve třetím patře donjonu se nachází hradní kaple; má osmibokou pozdně gotickou žebrovou klenbu, jejíž tlakové síly nejsou odváděny přes stěnové výklenky (polosloupy), ale jsou zachycovány pouze bočními stěnovými konzolami s figurálními vyobrazeními.

### Sál hudebníků
Ve čtvrtém patře hradní věže se nachází sál hudebníků (salle des musiciens), který vděčí za své jméno osmi konzolám s jemně vyřezávanými sochami hudebníků a jejich nástrojů. Jedna historická zmínka skutečně naznačuje, že ve 12. století se ve starém hradu Puivert konalo slavné setkání trubadúrů. Zobrazené nástroje jsou dudy, flétna, tamburína, rebec, loutna, guiterne, varhany, psalterion a fidula (vièle à archet); jeden z nástrojů je někdy interpretován jako niněra.
Zřícenina hradu vešla v obecnou známost při natáčení filmu Devátá brána z roku 1999 Romana Polanského.

## Galerie

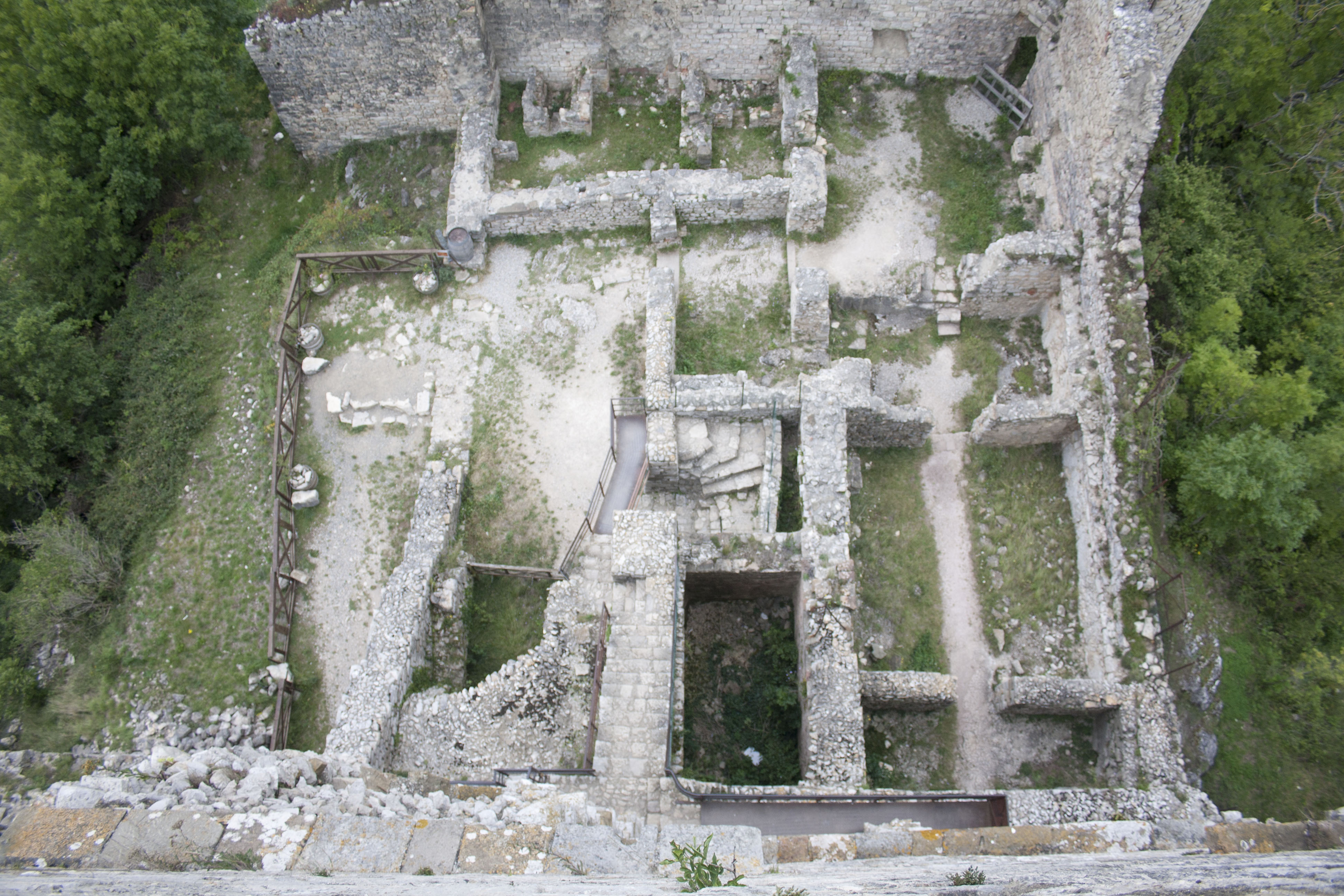
starý hrad
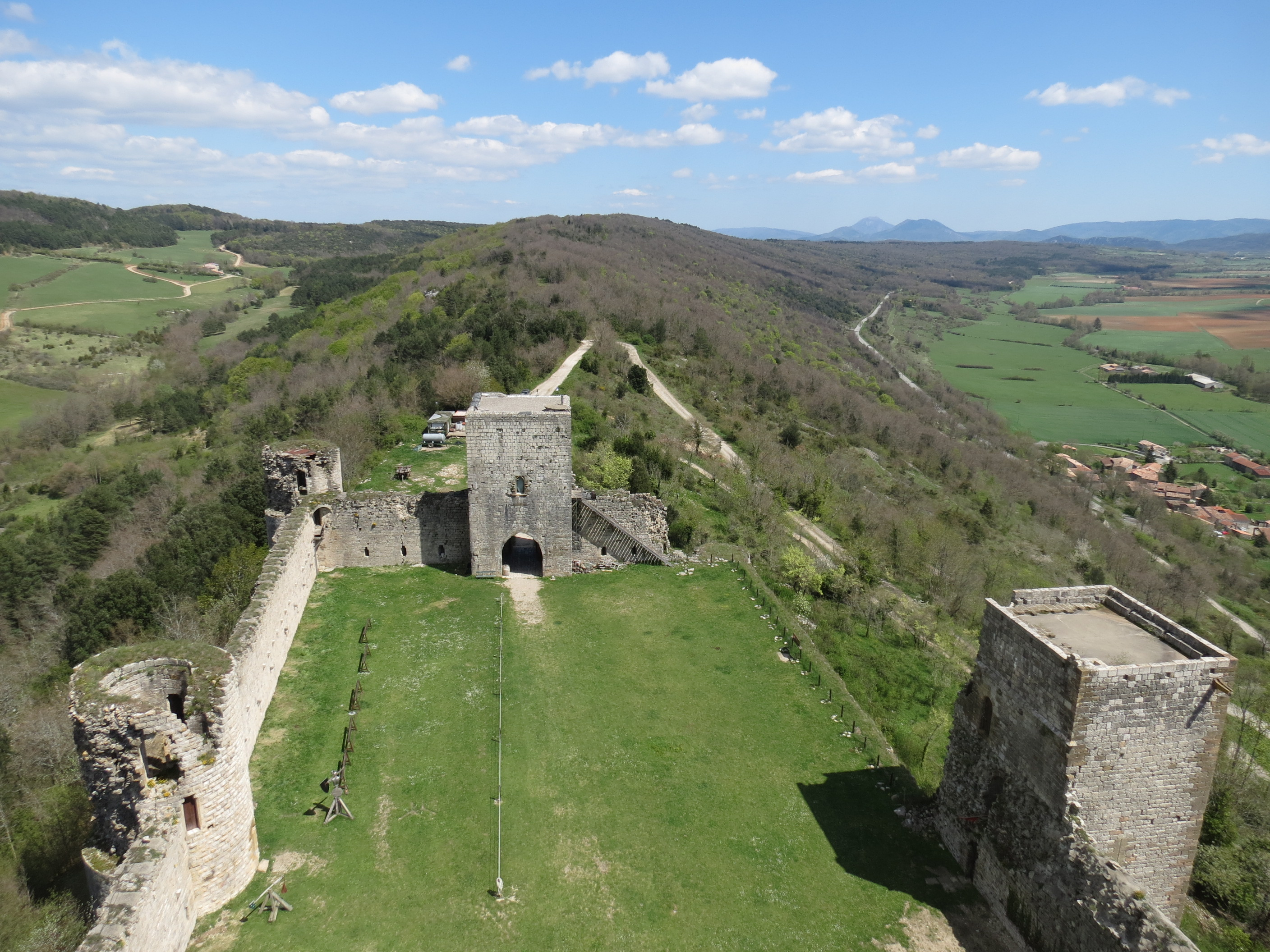
nový hrad
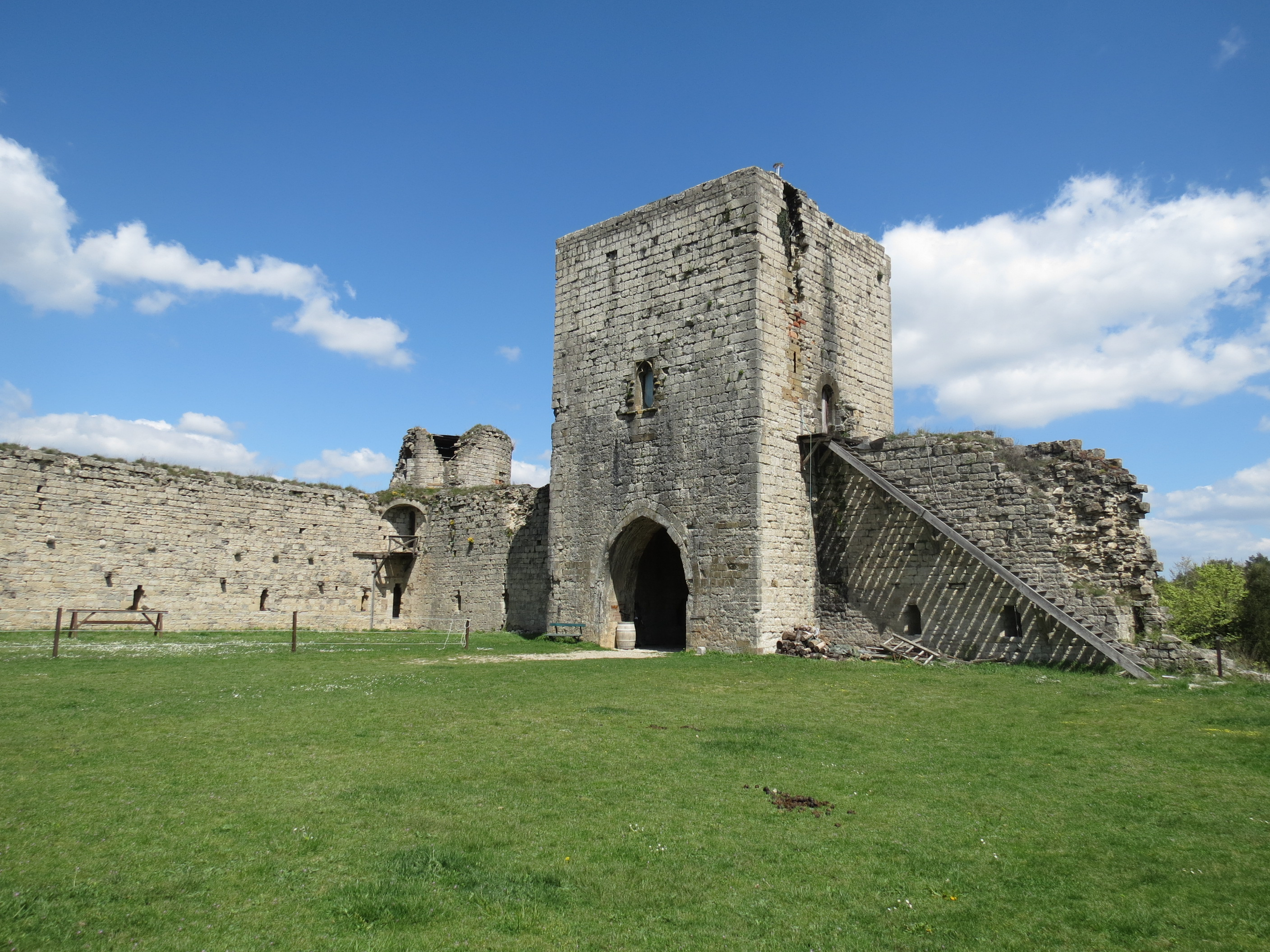
Donjon
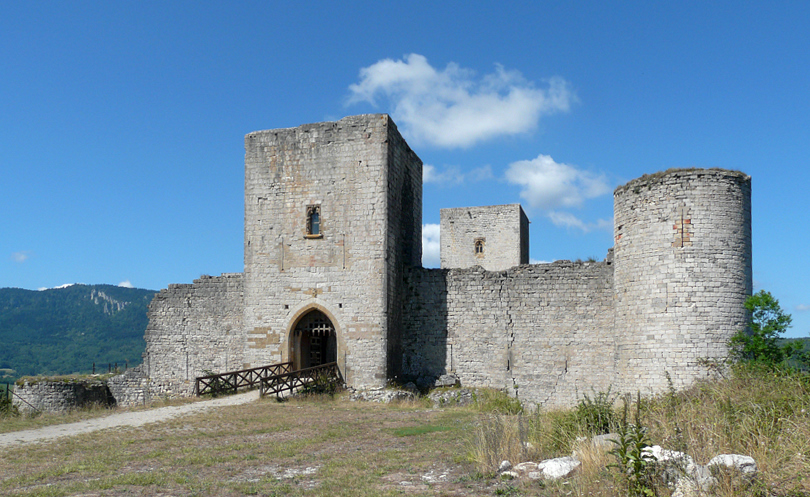
hlavní brána
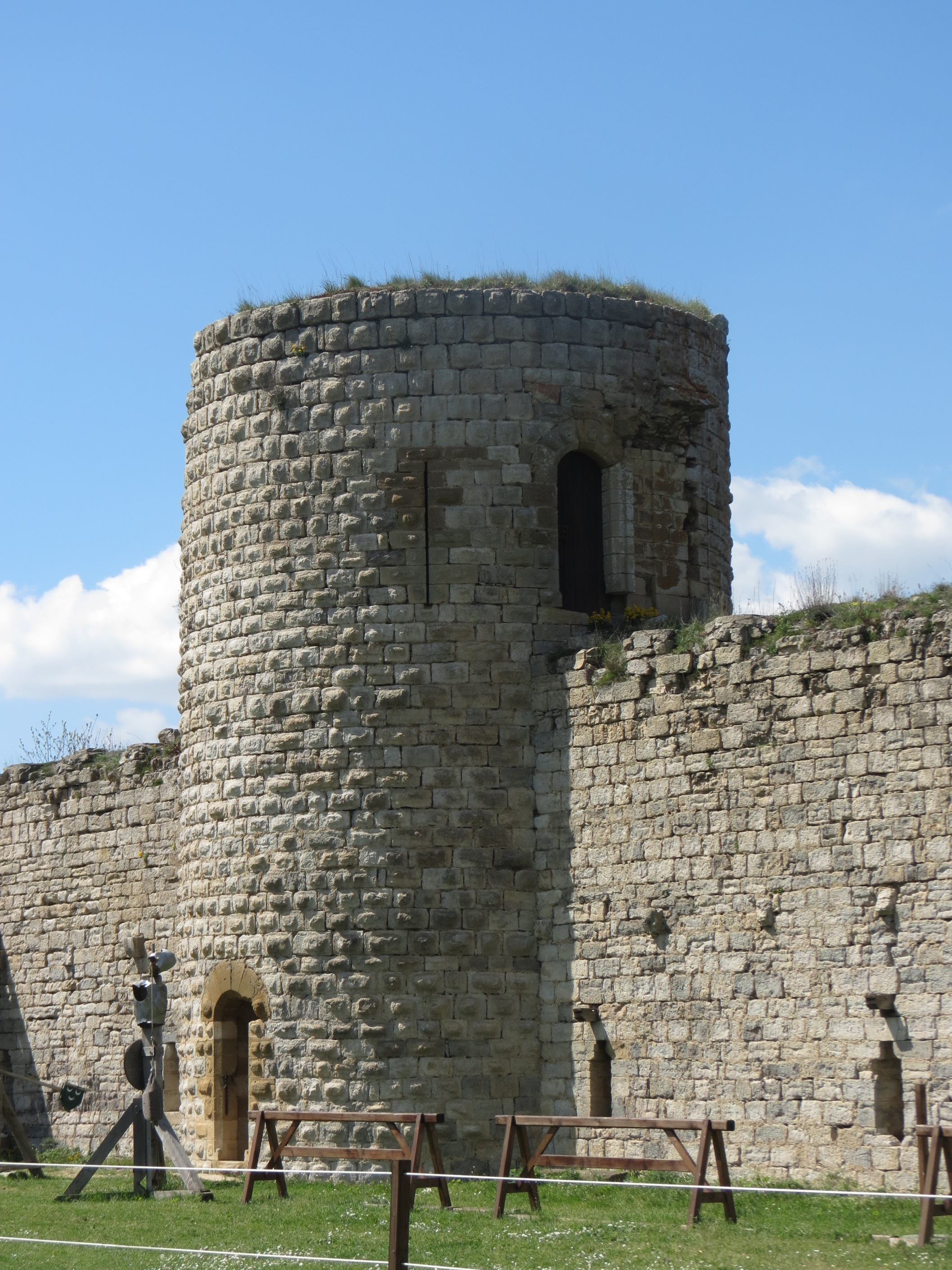
okrouhlá věž
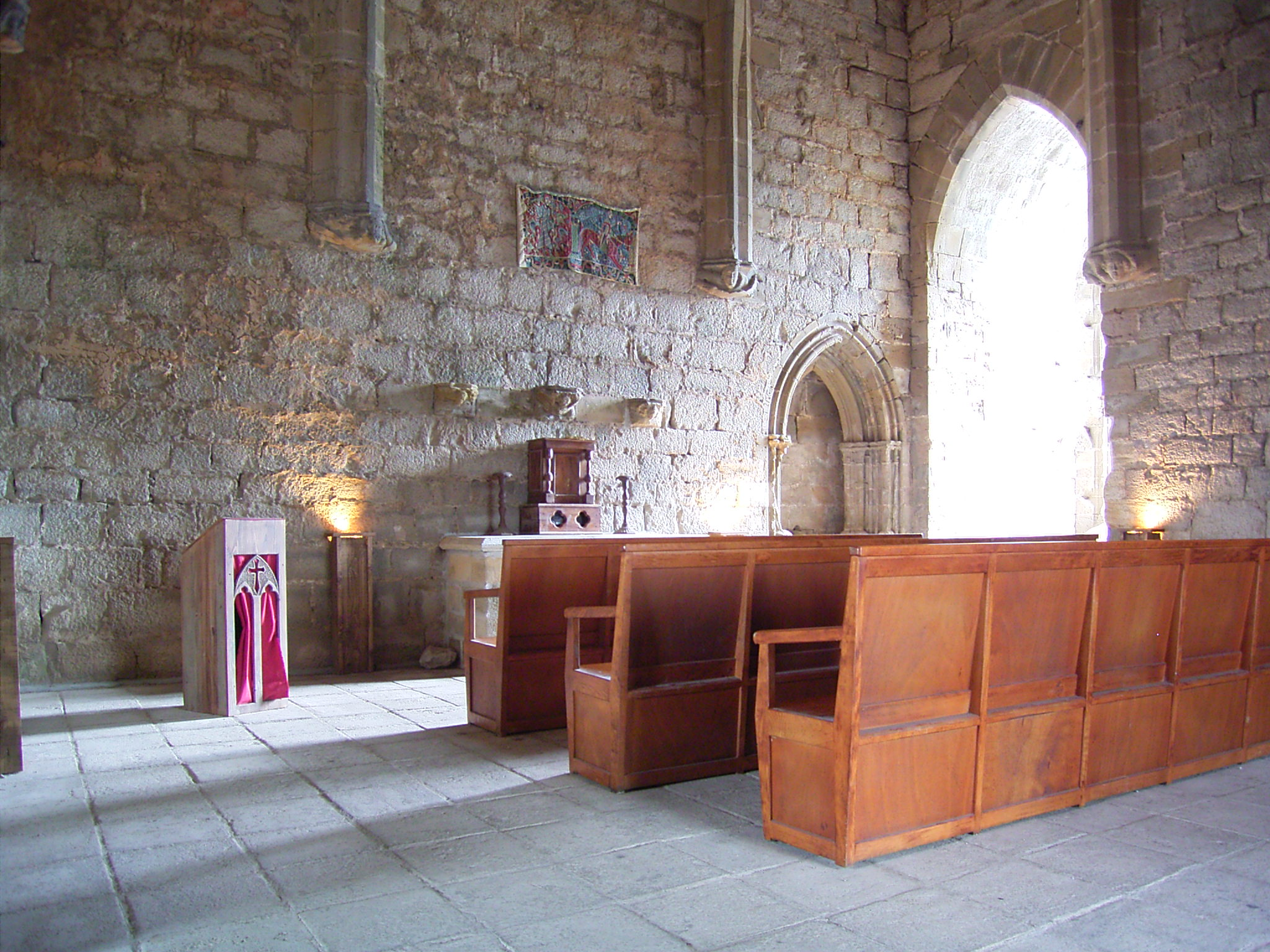
hradní kaple
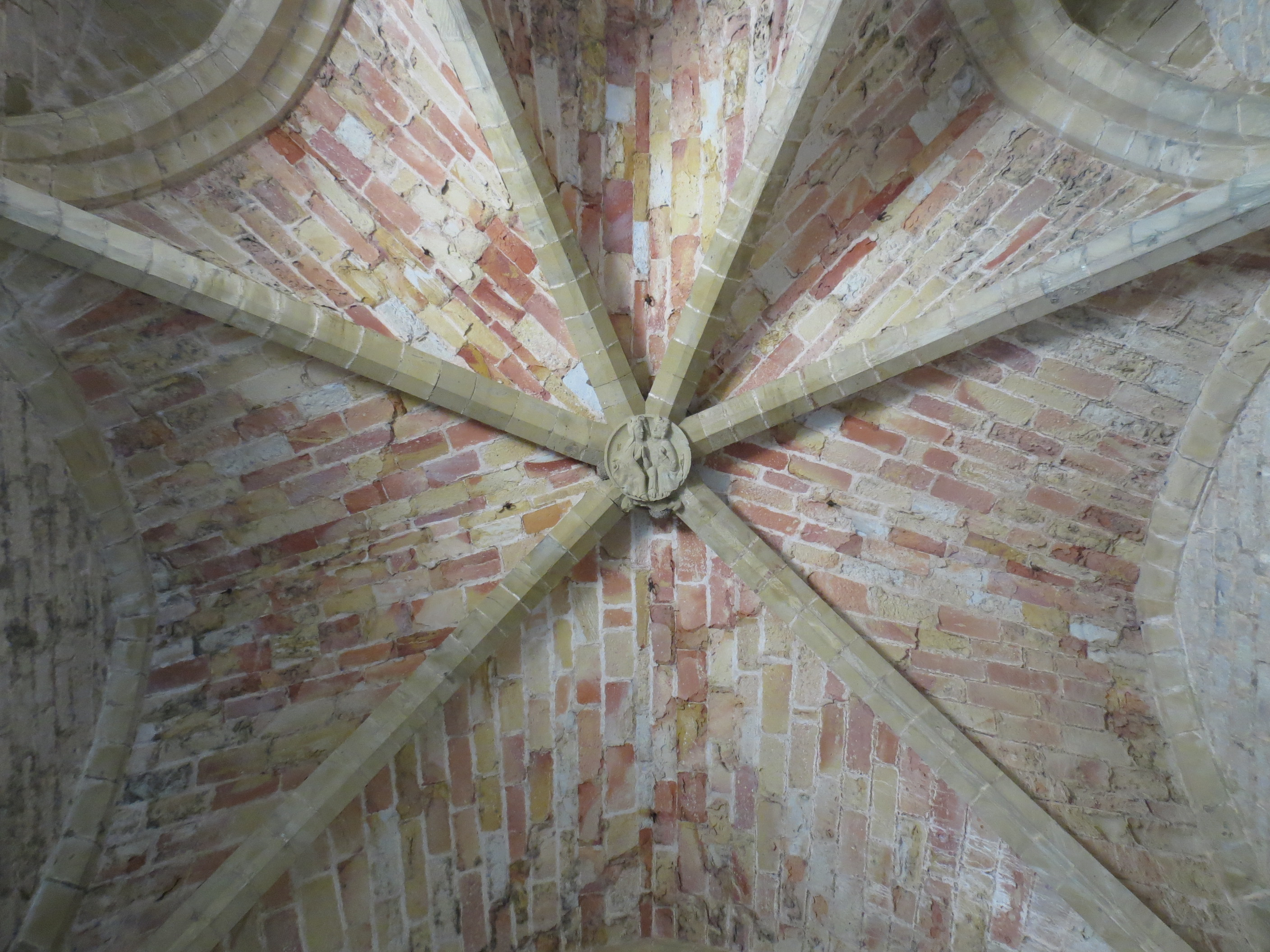
klenba hradní kaple
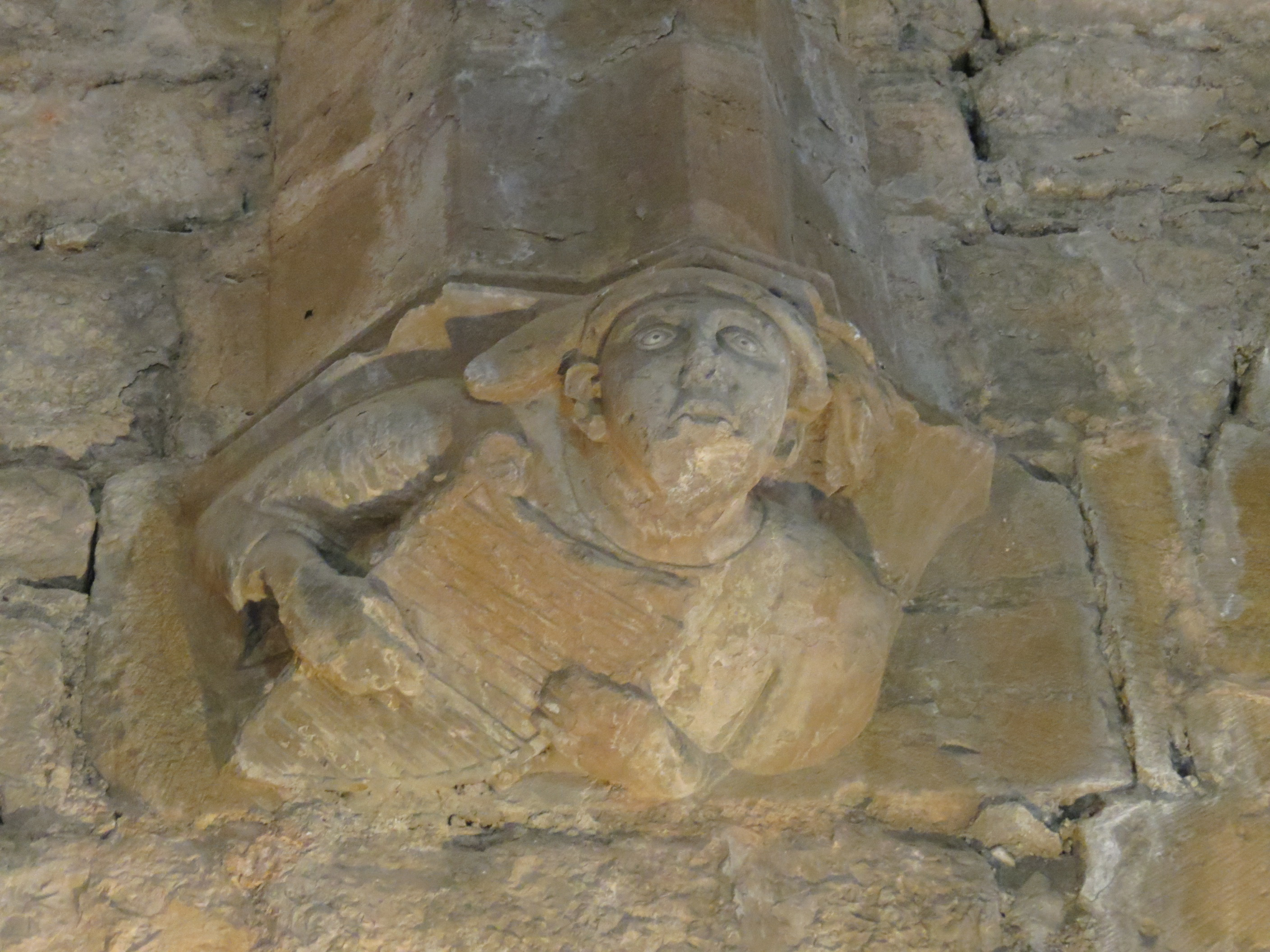
jedna z podobizen hudebníků